# Zbrodnia w Lerypolu
Zbrodnia w Lerypolu – mord dokonany w dniach 22–24 września 1939 roku w okolicach osady Lerypol, w gminie Żydomla powiatu grodzieńskiego województwa białostockiego II Rzeczypospolitej. Ofiarami było co najmniej 11 polskich osadników wojskowych zamieszkałych w Lerypolu i jeden przypadkowy świadek zdarzeń; sprawcami – mieszkańcy okolicznych wsi narodowości białoruskiej. Do zbrodni doszło w warunkach anarchii i bezprawia, jakie miały miejsce na ziemiach północno-wschodnich II Rzeczypospolitej w pierwszych dniach po napaści ZSRR na Polskę we wrześniu 1939 roku. Zabójstwa nosiły znamiona zbrodni przeciwko ludzkości. W latach 90. XX wieku prokuratura Republiki Białorusi odmówiła wszczęcia dochodzenia w ich sprawie ze względu na brak znamion przestępstwa.

## Tło historyczne
Według tezy Alfonsa Krysińskiego i Wiktora Ormickiego, terytorium gminy Żydomla wchodziło w skład tzw. zwartego obszaru białorusko-polskiego, to znaczy prawosławna ludność białoruska przeważała na terenach wiejskich, zaś w większych miejscowościach dominowali Polacy. Według spisu powszechnego z 1921 roku, gminę zamieszkiwało 4367 osób, w tym 2812 (64%) Białorusinów, 1549 (35%) Polaków i 6 Żydów. W latach międzywojennych na terenie gminy prowadzone było intensywne osadnictwo polskie, w trakcie którego powstało kilka osiedli osadników wojskowych. Ich obecność miała wzmocnić powiązanie tych ziem z Polską, faktycznie jednak doprowadziła do pogłębienia napięć na tle narodowościowym.
W wyniku napaści ZSRR na Polskę we wrześniu 1939 roku na terenie powiatu grodzieńskiego zaktywizowały się zbrojne grupy skomunizowanych chłopów i kryminalistów, zazwyczaj narodowości białoruskiej lub żydowskiej, działające z inspiracji ZSRR. Dokonywały one mordów i grabieży na zamożniejszych mieszkańcach, urzędnikach, policjantach i żołnierzach Wojska Polskiego, zazwyczaj narodowości polskiej.

## Przebieg wydarzeń
Wkrótce po wkroczeniu Sowietów na terytorium Polski 17 września 1939 roku, mieszkańcy polskiej osady wojskowej Lerypol planowali ucieczkę. Dotarły do nich bowiem wieści o pogromach Polaków ze strony ludności niepolskiej, obawiali się też represji ze strony nowej, sowieckiej władzy. Wówczas jednak Białorusini z sąsiednich wsi Kurpiki i Pławy przybiegli do osady i zapewnili jej mieszkańców, że nic im nie grozi. Zachęcając ich do pozostania, mówili: Jak my żyliśmy przy polskiej władzy, tak samo wy będziecie żyć przy sowieckiej władzy. Zapewnienia wydały się osadnikom przekonujące, tym bardziej że żyli dotychczas w przyjaznych stosunkach z okoliczną ludnością białoruską. Jeden z nich, Goliński, ożenił się z Białorusinką z Kurpików i utrzymywał serdeczne relacje z jej rodziną.
22 września 1939 roku ok. godziny 8:15 do osady wojskowej Lerypol wkroczyła grupa mężczyzn z czerwonymi opaskami na rękawach. Grupa uzbrojona była w broń palną, siekiery, szable itp. W jej skład wchodzili Białorusini mieszkający w okolicznych wsiach. Były to osoby znane rodzinom osadników i udało się określić ich dane personalne:
1. Aleksander Nikołajewicz Kurpik (wieś Kurpiki)
2. Dymitr Afanasiewicz Kurpik (wieś Kurpiki)
3. Grigorij Pacilimowicz Pilec (wieś Kurpiki)
4. Sciepan Łukicz Arciukiewicz (wieś Kurpiki)
5. Pachnut Kurpik (wieś Kurpiki)
6. Sciepan Leoncewicz Wołcewicz (wieś Kurpiki)
7. Tichonowicz Kurpik (wieś Kurpiki)
8. Maksym Siewieryn (wieś Ogrodniki)
9. Pietruk Gołowka (wieś Ogrodniki)
10. Iwan Gierasimowicz Gołowka (wieś Pławy)
11. Iwan Iwanowicz Gołowka (wieś Pławy)
12. Wincuk Pilec (wieś Pławy)
13. Gabriel Andrejewicz Pilec (wieś Pużyce)
14. Józef Ziuka (wieś Kotra)
15. Piotr Kalenik (wieś Żerosławka)[3].

Grupa ta kolejno otaczała domy osadników, zabierając mężczyzn na zebranie z przedstawicielami władz sowieckich w pobliskiej wsi Kurpiki. Nie wywołało to szczególnych podejrzeń ze strony osadników i ich rodzin ze względu na dotychczasowe, pozytywne stosunki z mieszkańcami wsi. W rzeczywistości jednak zatrzymani mężczyźni zostali zamordowani z dużym okrucieństwem w drodze do Kurpik. Jako narzędzi zbrodni użyto broni siecznej i palnej. Wśród ofiar znajdowali się:
1. Stanisław Barszcz, lat 41 – osierocił syna
2. Władysław Górnicki
3. Tadeusz Górnicki, lat 16 – syn kapitana Wojska Polskiego
4. Jan Tomczyk, lat 41 – osierocił dwóch synów
5. Tadeusz Śliwiński, lat 19 – szwagier Tomczyka
6. Antoni Pawlikowski, lat 41 – osierocił pięcioro dzieci
7. Ignacy Zarębski, lat 42 – osierocił pięcioro dzieci[3].

Godzinę po dokonaniu pierwszego zabójstwa, oprawcy schwytali i zamordowali trzech innych osadników z Lerypola. Ofiarami byli:
1. Jan Czyż, lat 41 – osierocił dziewięcioro dzieci
2. Paweł Mroczek, lat 42 – osierocił siedmioro dzieci
3. Jan Mazalewski, lat 45 – osierocił troje dzieci[3].

Przypadkowo w pobliżu miejsca drugiej zbrodni znalazł się mężczyzna o przezwisku Smolniak i przypuszczalnym nazwisku Jan Kraśnik. Był to około 40-letni Polak, który nie posiadał swojego gospodarstwa i mieszkał w ziemiance na obrzeżach wsi Sawalówka. On również został schwytany i zakatowany, a jego ciało porzucono w tym samym miejscu, co ciała wcześniejszych ofiar.
Ostatnim z ocalałych jeszcze wówczas osadników był Goliński, którego małżonką była Białorusinka Katieryna Śliziewicz ze wsi Krupiki. Przez dwa dni po zbrodni jego teściowie usiłowali mu pomóc ukryć się. Potem jednak został wykryty przez tropiących go morderców i zmuszony do ucieczki. W pościg za nim ruszyło dwóch bandytów: Aleksander Nikołajewicz Kurpik i Piotr Szyrko ze wsi Komotowo. Osadnik uciekał w stronę przepływającego nieopodal Niemna, jednak został postrzelony przez pogoń. Zginął w wyniku utonięcia, gdy próbował przepłynąć rzekę.

## Dochodzenie
Płk. Antoni Tomczyk, syn jednego z zamordowanych osadników z Lerypola, przez długi czas zajmował się zbieraniem materiałów i poszukiwaniem świadków w sprawie zbrodni w Lerypolu i w sąsiedniej osadzie Budowla. W 1993 roku złożył za pośrednictwem Głównej Komisji Badania Zbrodni przeciwko Narodowi Polskiemu wniosek do prokuratury Republiki Białorusi o przeprowadzenie formalnego śledztwa w sprawie mordów na polskich osadnikach z Lerypola i Budowli. Pomimo że zostały wskazane fakty i świadkowie, którzy mogli poszerzyć wiedzę na temat tych zbrodni, prokuratura białoruska odmówiła wszczęcia dochodzenia. Oficjalną przyczyną był brak znamion przestępstwa.
W 1998 roku Antoni Tomczyk ponownie wystąpił z wnioskiem do prokuratury Republiki Białorusi o przeprowadzenie śledztwa. We wniosku zobowiązywał się do przedstawienia nazwisk i relacji świadków nagranych na taśmę magnetofonową, mimo to prokuratura odmówiła wznowienia śledztwa.
Białoruska prokuratura zignorowała przy tym fakt, że mordy w Lerypolu i Budowli noszą znamiona zbrodni przeciwko ludzkości, a co za tym idzie, nie ulegają przedawnieniu.